# يعقوب زيجلر
هو عالم الإنسانيات وعالم اللاهوت يعقوب زيجلر (1470/71 — أغسطس 1549) في مدينة لانداو، كان عالم جغرافيا رحالة ورسام خرائط، عاش حياته رحالاً في جميع أنحاء أوروبا. درس في جامعة إنجولشتادت، ثم قضى فترة من الوقت في محكمة البابا ليون الخامس قبل أن يتحول إلى البروتستانتية؛ ولقد وضعت أعماله لاحقًا في قائمة الكتب المحرمة.
قام بالتدريس لفترة في فيينا، وعندما تقدم به العمر، في الفترة من 1545 إلى 1549 عاش في منزل وولف جانج سالم أسقف باساو. توجد الصورة الشخصية التي رسمها له وولف هوبر (1485-1553)، الذي أعدم عام 1540 تقريبًا، عندما كان في السبعين من عمره تقريبًا في متحف كانسنيستوريسشيز، Vienna.
تم نشر أطروحته الجغرافية الأساسية سكونديا تحت عنوان Quae intus continentur Syria, Palestina, Arabia, Aegyptus, Schondia, Holmiae... في ستراسبورغ عام 1532.